# Glabotki

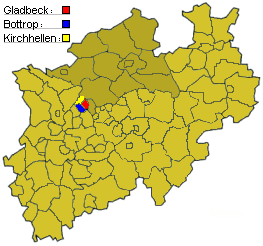
Lage der drei Kommunen in NRW

Im Rahmen der kommunalen Neugliederung in Ruhrgebiet  wurde die ab dem 1. Januar 1921 kreisfreie Stadt Gladbeck mit Wirkung vom 1. Januar 1975 mit der ebenfalls ab dem 1. Januar 1921 kreisfreien Stadt Bottrop und der Gemeinde Kirchhellen, die zum Kreis Recklinghausen gehörte, zur neuen Stadt Bottrop vereinigt. Umgangssprachlich wurde die Fusionsgemeinde „Glabotki“ genannt.

## Die Geschichte Glabotkis 1975/1976
Die Stadt Gladbeck klagte gegen den Zusammenschluss und erreichte eine Korrektur der Gebietsreform, was zu Freudenkundgebungen führte. Mit Wirkung vom 6. Dezember 1975 schieden Gladbeck und Kirchhellen aus der Stadt Bottrop aus und wurden wieder selbständig. Das sogenannte Nikolausurteil vom 6. Dezember 1975, welches der Verfassungsgerichtshof für das Land Nordrhein-Westfalen – Az. 13/74 – gefällt hatte, besagte, dass Bürgernähe und höhere Verwaltungseffizienz durch die Neuordnung nicht gegeben waren. Dies war die Begründung für die Neuordnung gewesen.
Mit Wirkung vom 1. Juli 1976 wurde Gladbeck schließlich als kreisangehörige Stadt dem Kreis Recklinghausen angeschlossen.
Kirchhellen fand sich mit der Situation ab und wurde am 1. Juli 1976 wieder ein Stadtteil Bottrops. Die Aufteilung und Eingemeindung nach Gelsenkirchen (Norden der Gemeinde zusammen mit Gladbeck) und Essen oder Oberhausen (Süden der Gemeinde zusammen mit Bottrop) wurde vermieden.

## Hintergründe

### Gebietsreform
Die Gebietsreform in Nordrhein-Westfalen von 1975 hatte aus den am 1. April 1967 bestehenden 2297 kreisangehörigen Gemeinden zunächst 369 gemacht, aus 57 Kreisen 31, und die Zahl der kreisfreien Städte wurde von 37 auf 23 reduziert. Mit der Reform wollte man verwaltungstechnisch erfolgreicher sein, um bessere wirtschaftliche Impulse geben zu können. Nach dem Korrekturgesetz von 1976 wurden Gladbeck, Meerbusch, Monheim und Wesseling als selbstständige Gemeinden wiederhergestellt, damit stieg die Zahl der kreisangehörigen Gemeinden auf 373 an.
Die Stadt „Glabotki“ hätte 1975 200.700 Einwohner gehabt, was den Vorgaben des Gesetzgebers entsprochen hätte, im Ballungsraum Ruhrgebiet nur noch kreisfreie Städte mit mindestens 200.000 Einwohnern zuzulassen. Nach dem Ausgliedern von Gladbeck hatte die neue Stadt Bottrop mit Kirchhellen nur 116.043 Einwohner.

### Kommunalpolitik
Zunächst war Johann Wuwer Beauftragter für die Aufgaben des Rates der neugebildeten Stadt. Bei der Kommunalwahl im Jahr 1975 wurde die SPD wieder stärkste Kraft und Theo Knorr setzte sich im internen Machtkampf gegen Amtsinhaber Ernst Wilczok für die Kandidatur zum Oberbürgermeister mit 116 zu 106 Stimmen durch. Er wurde im neugewählten Rat mit 32 zu 27 Stimmen gewählt.

## Ähnliche Fälle
- Lahn, eine kurzlebige (1977–1979) Großstadt in Hessen